# Herpestomus brunnicans
Herpestomus brunnicans är en stekelart som beskrevs av Carl Gustav Alexander Brischke 1862. Herpestomus brunnicans ingår i släktet Herpestomus och familjen brokparasitsteklar. Inga underarter finns listade i Catalogue of Life.